# I've Got You on My Mind
«I've Got You on My Mind» es una canción escrita por el dúo de compositores Roger Cook y Roger Greenaway, y originalmente interpretada por Dorian Gray. La versión más conocida de la canción es una grabación por el grupo musical White Plains, la cual alcanzó el puesto #17 tanto en el Reino Unido como en Irlanda.

## Antecedentes y lanzamiento
«I've Got You on My Mind» fue escrita por el dúo de compositores Roger Cook y Roger Greenaway, siendo interpretada por primera vez por el cantante británico Dorian Gray. Fue producida por Des Champ y Roger Easterby, y se publicó como sencillo el 16 de febrero de 1968. Estuvo 7 semanas en la lista de sencillos del Reino Unido, alcanzando la posición #36 el 7 de mayo de 1968.
El grupo musical White Plains lanzó una versión de la canción el 3 de abril de 1970 a través de Deram, subsidiaria de Decca Records. Su versión se convirtió en un éxito comercial, alcanzando el puesto #17 tanto en el Reino Unido como en Irlanda.

## Posicionamiento

### Versión de Dorian Gray
| Gráfica (1968)                 | Pico de posición |
| ------------------------------ | ---------------- |
| Reino Unido (UK Singles Chart) | 36               |

### Versión de White Plains
| Gráfica (1970)                 | Pico de posición |
| ------------------------------ | ---------------- |
| Irlanda (Irish Singles Chart)  | 17               |
| Reino Unido (UK Singles Chart) | 17               |